# Ely Museum

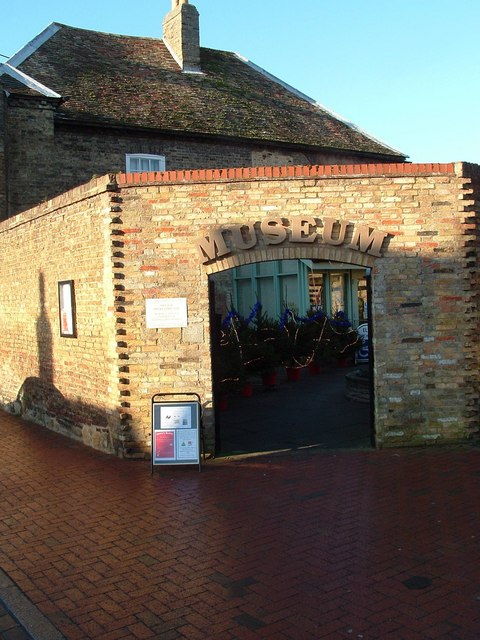

Het Ely Museum is een museum in het Engelse Ely. Het museum is gevestigd in de Old Gaol aan Market Street. In het museum wordt de geschiedenis van de stad Ely uit de doeken gedaan, van het ontginnen van de Fens tot de bouw van de kathedraal van Ely.